# Sylvia Mechsner
Sylvia Mechsner (* 1972 in Reinbek) ist eine deutsche Gynäkologin. Sie ist Professorin für Endometrioseforschung an der Charité in Berlin. Zudem leitet sie das Endometrioseforschungszentrum der Charité.

## Leben
Sylvia Mechsner wuchs in der Nähe von Hamburg auf. Nach ihrem Abitur 1991 absolvierte sie in Berlin ein freiwilliges soziales Jahr und begann 1992 ihr Studium der Humanmedizin an der Freien Universität Berlin. Nach dem Physikum verfasste sie am Institut für Biochemie der Freien Universität Berlin ihre Dissertation mit dem Titel Organ- und Zell-spezifische Expressionsanalyse von Annexin VI in Rattenorganen. 2001 schloss Mechsner ihre Facharztausbildung ab. Seitdem ist sie an der Klinik für Gynäkologie der Charité in Berlin beschäftigt, wo sie derzeit am Campus Virchow-Klinikum als Oberärztin tätig ist.
Seit 2005 leitet sie das Endometrioseforschungslabor der Charité, das sich auf Grundlagenforschung für Endometriose spezialisiert. Seit 2014 leitet sie auch das dortige Endometriosezentrum, das von der Stiftung für Endometrioseforschung (SEF) zertifiziert wurde. Dieses Zentrum ist eins der ersten Endometriosezentren in Deutschland und Europa. 2010 hat Mechsner auf dem Gebiet der Endometriose zum Thema Endometriose, das verkannte Frauenleiden – Untersuchungen zur Pathogenese und Schmerzentstehung habilitiert. Im Jahr 2019 wurde sie auf den Lehrstuhl für Endometrioseforschung berufen.
Mechsner leitet viele Forschungsprojekte und klinische Studien rund um die Pathogenese und Schmerzmechanismen der Endometriose. Zu diesem Thema veröffentlichte sie 2021 das Buch Endometriose – Die unterschätzte Krankheit: Diagnose, Behandlung und was Sie selbst tun können beim ZS Verlag.
Sylvia Mechsner lebt in Berlin, ist verheiratet und hat drei Kinder.

## Forschungsgebiet
Mechsner untersucht in ihrer Forschung vor allem die Pathogenese und die Schmerzentstehung bei Endometriose. Die Arbeitsgemeinschaft von Mechsner am Forschungslabor für Endometriose an der Charité Berlin führt zahlreiche Studien und Forschungsprojekte zu Endometriose durch. Schwerpunkte sind dabei Grundlagenforschung, die Psychische Gesundheit von Frauen mit Endometriose und klinische Fragestellungen bei Endometriosepatientinnen.
In ihrer Habilitationsarbeit von 2010 untersuchte Mechsner die Ursachen und Mechanismen von Endometriose und wie Schmerzen durch Endometrioseläsionen entstehen können. Die Ergebnisse konzentrieren sich auf klinische Relevanz, um neue therapeutische Ansätze zu entwickeln. So wurden die lymphatischen Ausbreitungsmechanismen von Endometriose untersucht. Sie stellte fest, dass Endometrioseläsionen in den pelvinen Sentinel-Lymphknoten bei rektovaginalen Endometrioseläsionen auftreten können. Seltene Manifestationsformen von Endometriose wurden ebenfalls charakterisiert. 
Schmerzen können durch Endometrioseherde im Bauchfell verursacht werden, bei denen der genaue Pathomechanismus noch nicht geklärt ist. Es wurde jedoch festgestellt, dass  neuropathische Schmerzen aufgrund von Nervenfasern, die in die Endometrioseläsionen eindringen, eine Rolle spielen können. Der Nachweis von Endometriose-assoziierten Muskelzellen in peritonealen Endometrioseläsionen weist auch darauf hin, dass diese eine kontraktile Funktionseinheit bilden können. Diese Ergebnisse können als Grundlage für zukünftige Forschungsprojekte dienen.

## Auszeichnungen und Würdigungen
2011 erhielt Mechsner den Förderpreis für Schmerzforschung der Deutschen Schmerzgesellschaft für den Nachweis, dass die Überexpression des Nervenwachstumsfaktors in der Peritonealflüssigkeit von Endometriosebetroffenen das Wachstum von Neuriten in Endometriosläsionen fördern kann.
2012 erhielt sie den Friedmund Neumann Preis von der Schering-Stiftung für den Nachweis von Nervenfasern, die in die peritonealen Endometrioseläsionen einsprossen und ihre Forschungsarbeiten, die zeigen, dass Endometriose neurotrophe Eigenschaften aufweist und die Aussprossung von sensiblen Nervenfasern induziert, auf die sympathischen Nervenfasern aber einen hemmenden Einfluss ausübt. Damit konnte erfolgreich der Zusammenhang zwischen Entzündungen und Schmerzen bei Endometriose beweisen werden.
Zudem erhielt Mechsner 2013 den Helmut-Kraatz-Preis der Berliner Gesellschaft für Gynäkologie und Geburtshilfe für ihre besonderen Leistungen auf dem Gebiet der angewandten und klinischen Endometrioseforschung.
Sie ist seit 2024 Ehrenmitglied der Endometriose-Vereinigung Deutschland e. V.

## Publikationen (Auswahl)

### Monografien
- Sillem, Martin, Siedentopf Friederike, Mechsner, Sylvia: Leitsymptom chronischer Unterbauchschmerz der Frau. Interdisziplinär, klinisch, praxisorientiert. Springer, Heidelberg/Berlin 2015, ISBN 978-3-662-43668-4.
- Endometriose – Die unterschätzte Krankheit. Diagnose, Behandlung und was Sie selbst tun können. ZS Verlag, Hamburg 2021, ISBN 978-3-96584-161-1.
- In der Sprechstunde: Endometriose. Erkennen – Verstehen – Behandeln. Herbig, Stuttgart 2023, ISBN 978-3-96859-034-9.

### Artikel
- mit Jessica Schwarz, Johanna Thode, Christoph Loddenkemper, David S. Salomon, Andreas D. Ebert: Growth-associated protein 43–positive sensory nerve fibers accompanied by immature vessels are located in or near peritoneal endometriotic lesions. In: Fertility and sterility. Band 88, Nummer 3, 2007. DOI:10.1016/j.fertnstert.2006.12.087, S. 581–587.
- mit Andrea Kaiser, Andreas Kopf, Christine Gericke, Andreas Ebert, Julia Bartley: A pilot study to evaluate the clinical relevance of endometriosis-associated nerve fibers in peritoneal endometriotic lesions. In: Fertility and sterility. Band 92, Nummer 6,  2009. DOI:10.1016/j.fertnstert.2008.09.006, S. 1856–1861.
- mit Britta Grum, Christine Gericke, Christoph Loddenkemper, Joachim W. Dudenhausen, Andreas D. Ebert: Possible roles of oxytocin receptor and vasopressin-1α receptor in the pathomechanism of dysperistalsis and dysmenorrhea in patients with adenomyosis uteri. In: Fertility and sterility. Band 94, Nummer 7, 2010. DOI:10.1016/j.fertnstert.2010.03.015, S. 2541–2546.
- mit Julia Arnold, Maria L. Barcena de Arellano, Carola Rüster, Giuseppe F. Vercellino, Vito Chiantera, Achim Schneider: Imbalance between sympathetic and sensory innervation in peritoneal endometriosis. In: Brain, Behavior, and Immunity. Band 26, Nummer 1. Januar 2012. DOI:10.1016/j.bbi.2011.08.004, S. 132–141.
- Endometriosis, an Ongoing Pain—Step-by-Step Treatment. In: Journal of Clinical Medicine. Band 11, Nummer 2. 17. Januar 2022. DOI:10.3390/jcm11020467, S. 467.